# Digitonal
Digitonal — лондонский коллектив, исполняющий музыку на стыке электронной и классической. Постоянный состав группы: Энди Добсон (англ. Andy Dobson, клавишные, кларнет), Сами Бишай (англ. Samy Bishai, струнные, скрипка) и Каллум Макмиллан (англ. Callum Macmillan, ударные).
Они приглашают различных музыкантов на записи, среди которых: Джошу Доэрти (англ. Joshu Doherty, ритмы), Кэт Арни (англ. Kat Arney, арфа), Кристи Хокшоу (англ. Kirsty Hawkshaw, вокал), Джо Куэйл (англ. Jo Quail, виолончель). Грэхем Кларкин (англ. Graham Clarkin) готовит визуальные эффекты для живых выступлений группы.

## Биографии

### Постоянные участники
Энди Добсон с раннего возраста обучался классической музыке. Он начал писать и исполнять под псевдонимом Digitonal в 1997, параллельно сочиняя музыку для фильмов и театральных постановок. Энди увлёкся электронной музыкой со времён, когда его сосед по квартире начал водить музыканта в небольшой клуб Blech. Энди однажды написал и гастролировал с сатирическим мюзиклом и пел с Лондонским Филармоническим Хором (англ. The Philharmonia Chorus). Как шутит сам музыкант, всё, что ему известно, он украл из комиксов. Энди живёт в Баттерси.
Помимо работы с Digitonal, Сами Бишая регулярно приглашают играть в Лондоне в качестве сессионного музыканта. Он гастролировал и участвовал в записях с Терри Холлом (англ. Terry Hall) и Mushtaq, Celloman, Yasmin Levy, Reem Kelani и Julian Joseph. По словам музыканта, он пьёт слишком много эспрессо.
Хотя Каллум Макмиллан начал играть на ударной установке в 14, лишь последние 10 лет работы в качестве музыканта, использующего цифровые технологии создания звука, позволили ему раскрыть своё творчество. Поворотным моментом в этом стала случайная встреча с продюсером Эндрю Добсоном в 2002. Так Каллум получил возможность свести воедино свои 2 страсти: электронную музыку и ударные. Познав разные виды электронной музыки за многие годы, используя ритмические модели и звуковые гаммы этих жанров, Каллум впервые начал находить собственную технику и стиль ударных. То, что развилось из сочетания игры на ударных Каллума и искусства создания музыки Digitonal — и является взаимодействием между музыкальностью и электронной музыкой. Расценивая эту связь как некую серую зону звука, Каллум считает, что при должном применении потенциала в данной области, Digitonal будет чем заниматься в течение долгого времени.

## Дискография

### Альбомы
- 23 Things Fall Apart (2002, Toytronic)
- Save Your Light for Darker Days (2008, Just Music)

### Синглы
- The Centre Cannot Hold (2004, Seed Records)
- In Silence (2005, Cactus Island Recordings)
- Live at Norberg Festival 2005 (2006, Seed Records)
- 93 Years On (2008, Just Music)

### Сборники
- 2002-2006: A Sampler (2006, издан самостоятельно)

## Звучание
Стиль группы в некоторых источниках описывается как «современная классика» (Modern Classical Архивная копия от 26 октября 2008 на Wayback Machine) и представляет собой гибрид живых (не джазовых) и электронных инструментов. Из первых больше всего музыканты используют скрипку и арфу. Некоторые композиции составлены исключительно из живых инструментов и звучат неотличимо от произведений классической музыки, однако в большинстве используются приёмы электронной музыки: синтезаторы, секвенсоры и т. п. Так наиболее экспериментальным треком группы можно считать «Carcause». В записи отдельных композиций принимают участие вокалисты, как, например, Кристи Хокшоу в «Maris Stella».
Эндрю в своём блоге регулярно пишет о группах, которые он слушает. Среди них в основном английские исполнители IDM-музыки.
Другие электронные музыканты также предпринимали попытки исполнить музыку в подобном стиле, однако в отличие от Digitonal у большинства из них все инструменты, звучащие как живые, таковыми не являются: Aphex Twin «Icct Hedral (Edit)» (альбом I Care Because You Do), Autechre «Silverside» (альбом Amber), Bola «Sirasancerre» (альбом Gnayse), Funckarma «Bace» (живая скрипка, альбом Solid State), The Future Sound of London «Everyone in the World is Doing Something Without Me» (альбом Dead Cities), Ochre Lemodie, Yokota Susumu, µ-Ziq «Scaling» (альбом Royal Astronomy) и другие.